# Ampelisca parapanamensis
Ampelisca parapanamensis is een vlokreeftensoort uit de familie van de Ampeliscidae. De wetenschappelijke naam van de soort is voor het eerst geldig gepubliceerd in 1954 door J.L. Barnard.